# Клаксон

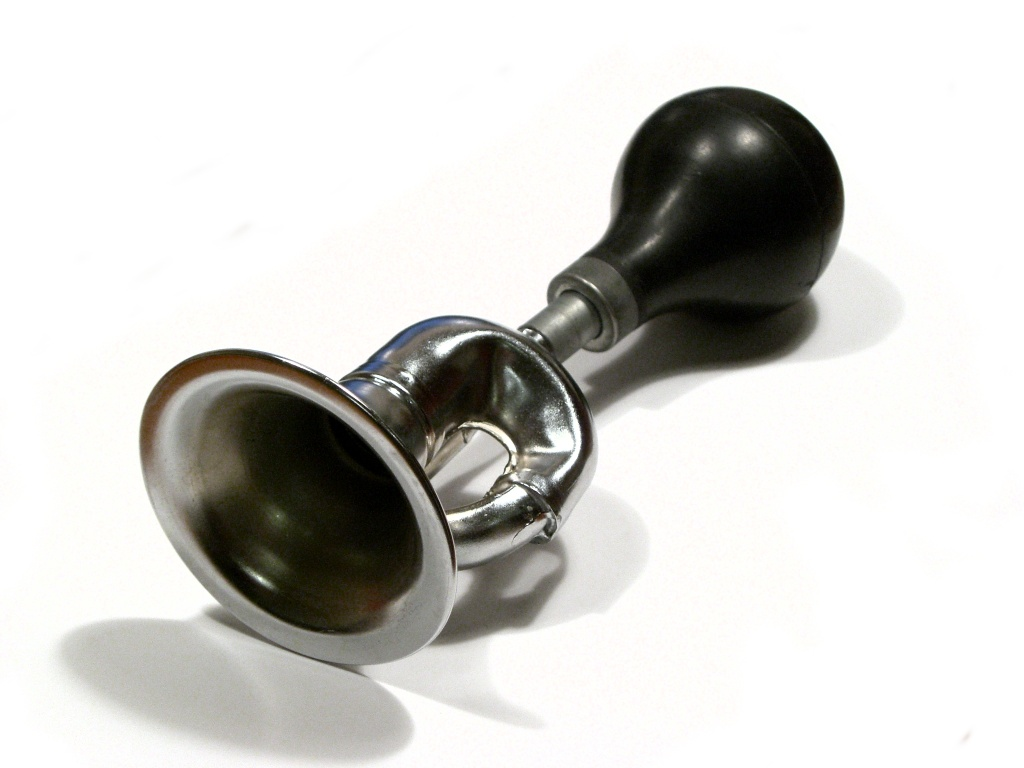
Пневматичний велосипедний клаксон.

Клаксо́н (або з наголосом на перший склад кла́ксон) — пристрій для подачі транспортними засобами звукових сигналів (може стосуватися автомобілів, велосипедів, поїздів, трамваїв та ін.). Звук клаксона зазвичай називають «гудком». В багатьох країнах моторизовані транспортні засоби зобов'язані мати клаксон, а в деяких — також велосипеди. Термін став популярним у деяких мовах за назвою фірми-виробника — «Klaxon Signals Ltd» (від дав.-гр. κλάζω — «вию, шумлю»), що випускала їх з 1908 року.